# На Дрини ћуприја
На Дрини ћуприја је роман српског књижевника и нобеловца Ивa Андрића. Роман приповеда о грађењу моста преко реке Дрине у босанском граду Вишеграду. Грађење моста наручио је Мехмед паша Соколовић, чувени званичник Османског царства који је био рођени Србин из Рудог. Још као мали дечак, Бајица, одведен је са осталом децом као данак у крви у Цариград. Упркос раширеном мишљењу, Андрић није добио Нобелову награду за књижевност за овај роман, већ је, као и сви други добитници, званично награђен за целокупно књижевно стваралаштво, а не појединачно дело.
Радња романа траје отприлике четири века и скуп је више прича повезаних са мостом на Дрини, који је тачка окосница и главни симбол нарације. Сам мост представља на неки начин супротност људској судбини која је пролазна у односу на камену грађевину, која је вечна. Око њега се развијају приче о историјским личностима и безименим ликовима који су плод пишчеве маште. Роман На Дрини ћуприја, понекад називан и Вишеградска хроника у ужим круговима љубитеља Андрићевог дјела карактеришу временски и хронолошки описи живота тадашње вишеградске касабе, по многим критичарима пандан Травничкој хроници и Омерпаши Латасу, често названом сарајевска хроника. Сва три романа приповедају о турским временима у Босни и на неки начин би се могла повезати у трилогију. 

## Андрић као хроничар вишеградске касабе
У роману „На Дрини ћуприја“ Иво Андрић је хронолошки описао свакодневни живот вишеградске касабе, која се налази на обали реке Дрине, где су живели заједно и Турци и хришћани. Главни лик овог романа јесте мост који код Вишеграда спаја две обале Дрине, односно Босну са Србијом, Запад са Истоком.

У овом роману Андрић је обухватио три епохе: 
- Време турског феудалног доба;
- Време ратних догађаја на Балкану (анексија Босне и Херцеговине);
- Година 1914, бура нових времена.

### Прва епоха
Прва епоха је доба када је израђен мост. У доба Турака, на месту где је мост касније постављен, на најужем делу Дрине, путнике је превозила скела коју је возио увек мрзовољан, спор скелеџија Јамак. Када су једног новембарског дана Турци од раје узимали данак у крви јавила се прва помисао о настанку моста. У групи дечака које су одводили, у дечаку из села Соколовића, јавила се црна пруга. Помислио је да би се уместо тешке, црне скеле која је превозила путнике, на том месту могао саградити мост. Иако је променио име, веру, живот, завичај, на црну скелу није заборавио. Тај дечак је постао везир Мехмед паша Соколовић. Као моћник он је 1566. године наредио градњу моста на Дрини на челу са Абидагом, својим главним повереником који је био немилосрдан и веома строг када је у питању био рад. Најстроже је кажњен Радисав са Уништа, јер је покушао да спречи градњу моста. Народ је веровао да од те грађевине неће ништа испасти. Неки од радника су ноћу рушили оно што су преко дана саградили. Када је Абидага сазнао да радове ометају сами радници, а не вила бродарица, наредио је Пљевљаку да их ухвате, да не би он страдао. Ухватили су Радисава ког су након суровог мучења набили на колац на највишој тачки још недовршеног моста. То је била прва људска жртва, чија је крв проливена док се градио мост. Уместо свирепог и похлепног Абидаге долази Арифбег под чијом управом градња почиње да напредује. Међутим, несреће су се и даље дешавале, као кад је помоћник мајстора Антонија, црнац, назван Арапин, погинуо тако што је, при постављању средњег стуба, исти стуб пао на њега.
Мост је изграђен 1571. године. На капији моста, са леве стране, на мермерној плочи, написан је тарих. У њему је написано ко је и када подигао мост на Дрини код Вишеграда. Поред ове лепе грађевине од истог камена саграђен је хан, караван-серај. О хану се бринуо Даутхоџа Мутевелић и чинио је све да спасе хан и очува га у животу. После везирове смрти новац је престао да стиже и хан је пропадао, полако су га сви напуштали, али је једино Даутхоџа остао, све док једног дана није пао с крова док га је поправљао и погинуо.
У овој епохи описане су и елементарне непогоде које су погодиле становнике касабе. То је била велика поплава, када се Дрина 1799. године излила. За касабу је она била пресудна, јер је уништено све што су касаблије накупиле за зиму која је претходила. Око Сарајева се појавила куга и колера, и тада нико није смео да се креће ни ка Сарајеву ни из Сарајева.
Почетком 19. века избија Карађорђева буна, која је стигла и у вишеградске крајеве те мост постаје веома важан јер је представљао спону између босанског пашалука и Србије. На капији је направљен дрвени чардак, где падају жртве. Прве главе које су набијене на колац биле су чичице Јелисија из Чајнича и младића Мила са Лијеске, а једног јутра испред чардака је осванула и глава попа Михајла. Једне вечери, пошто је буна утихнула, чардак се запалио и изгорео до темеља.
Поред разних непогода које су се догодиле и које касаблије памте ту је и једна прича о Фати Авдагиној, младој и лепој девојци из Вељег Луга, која није прихватала ниједног удварача. Њен отац је прихватио Наилбега из Незука, сина Мустајбега. Фата је Наилбегу рекла, и себи обећала, да Вељи Луг у Незуке никад неће заћи. Фата није могла да порекне очеву, али ни своју дату реч. На дан свог венчања кад су прелазили мост, она је на капији сишла са коња, попела се на ограду моста и скочила у Дрину. Тако је испунила дата обећања.

### Друга епоха
У другој епохи одигравају се нови догађаји који су наметали други начин живота вишеградској касаби. Турска војска се повлачи, да би почетком 1878. године дошла аустријска. У Вишеград долази Караманлија који ће покушати да касаблије наговори да крену против Аустрије. У касаби највећи отпор му пружа Алихоџа Мутевелић.
Андрић живописним детаљима описује процес мењања начина живота у касаби. Године 1900. поправљају мост, а странци доносе разне новине. У целој касаби, па и на мосту, уведено је осветљење као и редовно чишћење. Међутим, становници касабе нису благонаклоно гледали на те промене. Једна од највећих промена која је највише сметала старијим грађанима касабе, била је та што су сада и жене могле изаћи на капију. Стари обичај је био да на капији седе само мушкарци који тамо разговарају о веома битним стварима. Ускоро почињу радови на водоводу и гради се железничка пруга која иде низ Дрину, што доводи до опадања важности моста. Мост не представља више спону између Истока и Запада.
И ову епоху обележиле су трагедије, како касаблија тако и неких странаца. Једна од њих је трагедија Милана Гласинчанина који је имао велики порок – коцкање. У касаби су сви знали за његове ноћи проведене у коцкању. Али, једна је привукла пажњу свима, и о њој се дуго причало. Те вечери Милан се коцкао са неким странцем, на капији моста. Нико не зна ко је био његов противник. Многи су мислили да се те вечери коцкао и са самим ђаволом. Милан је изгубио све што је имао; у току игре је више пута одлазио до куће по још новца, а кад је њега нестало уложио је све остало што је имао. Милану је било потребно доста времена да се опорави од губитка, а после тога више се никад није коцкао. Његов порок је прешао на Букус Гаона, младог Јеврејина који је у камену капије пронашао златник. У касаби се говорило да је пронашао „ђавољи дукат“.
Касабу је погодило и самоубиство младог Грегора Федуна, Малорусa који је био у одреду фрајкора и стражарио је на мосту. На њега је велики утицај имало пролеће које је полако стизало у касабу и око ње. Због пролећа расејан и погођен невином лепотом турске девојчице, Федун је преко моста пропустио и Јакова Чекрлију, хајдука на кога су сви стражари упозорени. Федун је био свестан своје грешке и због срамоте се убио.
И поред ових несрећа касаба се развијала. Подигнут је Конак, први хотел - Цалеров хотел, који је убрзо замењен називом Лотикин хотел. Лотика је водила хотел који је био симбол новог стила живота. Ко није био прихваћен у овом хотелу као гост, због лошег понашања, могао је да оде у Заријеву механу, где су могли да се шале на рачун Ћорканових несрећних љубави. Једне вечери сви из механе су се нашалили и на мосту. Ћоркан, да би доказао да није кукавица, пијан, попео се на ограду моста, и, иако је био лед, прешао цео мост.
После двадесетак година од окупације на капији је закачен службен проглас о атентату царице Јелисавете. Ова вест највише је погодила Пјетра Сола, јединог Италијана у касаби, јер је царичин атентатор био Италијан.

### Трећа епоха
Трећа епоха обухвата период од доба анексије Босне и Херцеговине (1908—1909) до Балканских ратова (1912—1913). Андрић овде описује догађаје чији је био савременик.
У овом периоду оснивају се разне верске и националне странке и организације, у којима су најбројнији били млади студенти, који су преко лета долазили у касабу. У младићима који су се окупљали на мосту Андрић оживљава своју генерацију и теме које су интересовале његове школске другове. Појављује се читав низ ликова студената и омладинаца, који за време летњих ноћи на мосту разговарају о политици и напретку. Међу мноштвом ликова издвајају се Стиковић, Галус, Херак и Никола Гласинчанин. Они представљају Андрићеву генерацију — ватрени и борбени, али занесени апстрактним, јер верују да ништа није немогуће.
У касабу стиже војска која у средишњем стубу моста поставља мину. Кафеџија на капији је набавио грамофон и тако забавља све пролазнике и оне који се задржавају на капији. За касабу је значајно отварање две банке — српске и муслиманске. Померена је турска граница, железнички саобраћај је опао, а у касабу долазе Мађар Тердик и његова жена Јулка. Лотикин хотел почиње да губи на важности, али Лотика, иако је уморна, није обесхрабрена. Она се после сваког губитка прибере и настави даље. Током низа година једини се на све промене није навикао Алихоџа, који размишља о старим временима и не може или не жели да верује у стварност и реалност насталог тренутка. Због тога предвиђа мрачну судбину касаби и њеним становницима.

### Четврта епоха
Четврта епоха описује последњу годину хронике, 1914. годину, која је за касабу и мост била пресудна. Извршен је атентат на Франца Фердинанда и како се мислило да су Срби заслужни за атентат, многи од Срба ће морати да иду преко границе у Србију.
За касаблије то лето је било изузетно, јер је све ишло на њихову руку. Шљива је родила, поља жита су богат плод дала, чак се увело и електрично осветљење. Али, на самом почетку тог лета појавила се епидемија трбушног тифуса на Увцу, од које је настрадао и касаблијски доктор Балаш. 
Лотика је морала да напусти касабу и хотел. Она је, као и увек, збринула прво породицу, и тек када је остала сама њу је први пут сва снага одједном издала, и проломио се њен јаук, плач који нико никада до тада није чуо. Касабу су сви морали да напусте због страха да ће бити порушена. Једино је Алихоџа био у свом дућану када га је нешто подигло у ваздух. Размишљао је и ходао све теже и теже, док га је срце полако, али сигурно, издавало. Умро је хроничар и сведок свих важнијих догађаја у малој вароши. Мост је пресечен на пола. Капија је била на свом месту, али није било седмог стуба.
Алихоџа није веровао да се у новим временима може изградити нешто трајно, веровао је у рушилачку снагу новог света, у митску снагу времена и митску снагу земље која не подноси нешто што је туђе.

## Основна обележја Андрићевог приповедања
Андрић је писац снажне имагинације. У својим делима прича нам о прошлости људи и о њиховим судбинама. Пошто је био изванредан познавалац прилика старе Босне, радња његових романа се углавном дешава на босанској територији као месту вечитог судара Истока и Запада. Он сам каже:
То је трећи свет у који се слегло све проклетство, услед подељености земље на два света. То је јунаштво без славе, мучеништво без награде.
Андрић је изразити епски приповедач. У своме делу је дистанциран од ликова и догађаја. Тон његовог приповедања подсећа у многим његовим приповеткама на Шехерезадине приче из 1001 ноћи. Приповеда хронолошки, кроз неколико епоха. На почетку романа даје тачне и прецизне географске податке да би затим прешао у свет легенде и народних предања. Андрић посматра суму животних збивања и у њима тражи некакав смисао и могућ путоказ у нашем егзистирању.
Његови јунаци реагују онако како тражи њихова природа и општа историјска ситуација. Приповеда у трећем лицу. Између себе и тих догађаја ставља још једно лице, приповедача, а понекад не само проповедача, већ неколико лица одједном, те на тај начин добијамо више виђења једног те истог догађаја.
Андрићева реченица је хармонична, јасна и смирена. Дијалог у Андрићевој прози је размена мисли, отварање могућности једној личности да саопшти своје мисли другој, а пре свега читаоцу. Основне карактеристике Андрићеве приповедачке вештине су префињена психолошка анализа, дубоко понирање у суштинске проблеме егзистенције и моћ да сугестивном магијом поетске речи дочара људску и друштвену панораму протеклих векова. Као и сви епски приповедачи, Андрић у свету види некакву исконску борбу између светла и таме, добра и зла, живота и ништавила. За човека у животу види три ослонца: тежњу ка добру, стваралачку активност у складу са том тежњом и уметност. Према Андрићу уметност је начин човековог постојања и његове победе над злом.
У неколико својих дела он описује мостове и чврсте грађевине од камена, где у обрађеном камену види „ухваћену и овековечену човекову мисао“, јер само трајањем своје мисли човек продужује свој живот. Мост је главни симбол романескне нарације. Све пролази, само он остаје да укаже на трошност људске судбине. Користећи народна предања, а пре свега богатство своје маште и осећања света, Андрић је подигао монументалну уметничку грађевину у књижевности наше епохе.

## Историја и легенда у функцији уметничког дела
У Андрићевим делима преплиће се историјско и митско, јава и сан. Према Андрићу историја је арена човекове животне битке и представља оквир његове судбине. Легенда служи како би се човекова страдања и патње упамтиле. Треба ослушкивати легенде, те трагове колективних људских настојања кроз столећа, и из њих одгонетати, колико се може, смисао наше судбине.
У роману На Дрини ћуприја постоје елементи мита у потпуно реалним, друштвено-историјским оквирима. Након географског приказа касабе, писац одмах прелази у легенду. Док мост није ни постојао, Андрић осликава како је изгледало прелажење преко моста приликом сакупљања данка у крви. Историјски је то било одвођење хришћанске деце у јањичаре - турску војску, за којима су, окамењене у болу, на обали остајале мајке. Овде се као легенда јавља „црна пруга“, симбол бола и пресецања у грудима. Кроз свест деце која одрастају уз мост паралелно се преплићу јава и сан кроз два лика: Мехмед-пашу Соколовића и Неимара Рада, који су заслужни за подизање моста. Први је историјска личност, док је други лик из народног предања, заслужан за све велике грађевине. Легенде нажалост траже жртве да би опстале. Зидање моста на Дрини је као друга варијанта песме Зидање Скадра, где је у темеље узидана млада Гојковица, док су овде то близанци Стоја и Остоја. Отвори који су остављени да би деца била храњена млечним трагом симболишу трајност и вечност живота.
Док је трајала градња моста барем један лик је морао да се искристалише у легенду, који би осликао протест против грађевина које траже такве жртве. То је Радисав са Уништа. Да би се оправдао, он прибегава легенди о вили-бродарици која преко ноћи руши што се сагради. Његова казна личи на мит о Христовом страдању. Мост је настао као бео, гладак и витак у оштром, мрком и растрганом пределу, суровом и дивљем, али наликује белој птици која се за тренутак спустила на тај крш, да предахне. Ово веома подсећа на легенду коју у роману „На Дрини ћуприја“ прича Алихоџа, према којој је Земља била глатка површина док је „шејтан“ није ноктима изгребао, стварајући непремостиве јазове. Онда је Алах послао своје „мелеће“ – анђеле који су раширили крила да би људи могли да прелазе преко провалија. Према овој легенди, људи су од анђела научили да граде мостове.
У петом поглављу се говори о повлачењу Турака из Мађарске крајем 17. века где Андрић проговара као истински хроничар којем је стало до аутентичности историјског податка. Уплиће и појединце како би целој историјској ситуацији дао живописан колорит, јер је историја само основа да се проговори о хану, Мутевелићима и осталим догађајима описаним у том делу романа.

Три века је сместио у седам поглавља и историјски се зауставља у осмом да би нам испричао легенду о лепој Фати Авдагиној. У легенду прераста и прича о коцкању Милана Гласинчанина са ђаволом, која подсећа на мит о проданој души, исти мотив који се јавља и код Гетеа у делу Фауст. Из ђавоље игре Букус Гаон проналази „ђавољи дукат“ и постаје коцкар. Иако је роман писан на историјској основи, поједини ликови приказани потпуно нереално, као да је Андрић желео приказати различите људске могућности и, преко тих ликова, сабрати што шира искуства о човеку. Андрић је забележио: 
Материјал који је мени служио за писање те књиге биле су легенде које су сачуване у народним причањима из тог времена, а затим историја и писани документи, уколико су сачувани у турским, аустријским или венецијанским архивима.

### Митови у функцији сликања временских епоха
Андрић је био свестан нереалних конструкција, наивности и изневеравања истине у легендама, али је истовремено полазио од уверења да се у легендама и митовима налазе праречи и прасвест предака који су нас посадили на земљу. Порекло легенде је у народном миту и епској визији света.
У овој хроници легенде су као према неком правилу паралелне, имају хришћанску и муслиманску верзију. Тако у облику мита Андрић слика и разноликост народа у вишеградској касаби. Српска деца за џиновске трагове на мосту верују да су трагови Шарца Краљевића Марка, а турска деца да је то траг Ђерзелеза Алије. За мост се везује и легенда о црном Арапину који је трагично страдао, и сада живи у средишњем стубу моста, која је иста за сву децу. Деца су најподложнија веровању у легенде, али у њих верују и људи. Тако Срби верују да је хумка близу моста Радисављев гроб, а Турци да је гроб неког дервиша. Кроз епохе, како се времена у овом роману буду приближавала савремености, смањиваће се легендарно и митско пред историјским догађајима и околностима које су условљавале карактере ликова.

## Филозофски аспекти дела: О слободи, судбини и моћи
Основни елементи Андрићеве визије живота своде се на питања о човековој судбини, на проблем и искушење моћи и на визију слободе. Човек у свом трајању стално настоји да освоји већи животни простор од оног који има, жели да увећа своју моћ или да својим умом помери границе своје слободе. Живот је светлост над којом стално вреба мрак. Мрак некад поклопи светлост и тада касаблије полако уче да не жале за оним што је прошло, што је и главни лајтмотив романа: живот је несхватљиво чудо, јер се непрестано троши и осипа, а ипак траје и стоји чврсто као мост на Дрини.
Судбина моста везује се за вишеградску касабу, као што се и судбина касаблија везује за мост. Андрић преко неколико ликова описује сусрет са смрћу. Код неких је смрт облик ослобођења од неких неприхватљивих ограничења која човеку намеће живот. Алихоџин живот завршава се када је неуништив и непроменљив мост порушен. Његов крај је природан и ту се смрт описује као крајња граница и патња од које не можемо побећи. За разлику од њега, други ликови су имали насилне крајеве: мучење Радисава, убијање невиних, Јелисија и Мила, вешање Ваје Личанина. Човек се у овом роману сусреће и са природом која има судбинску моћ над њим. „Велики поводањ“, иако су касаблије очекивале поплаву, све је изненадио и да није било коња Суљаге Османагића, који је био у дослуху са природом, не би било спашено ништа, јер је он пре него што се Дрина потпуно излила пробудио све касаблије. Жртва природне воље био је Коста Баранац који је најмање водио рачуна о природном закону, јер је желео да прошири свој животни простор.
У човеков живот се судбински меша и историја, у облику политичке власти, која у критичним тренуцима показује своју судбинску моћ „мрког зида“. Своју моћ власт показује за време Карађорђевог устанка, током аустријске власти и у Првом светском рату. Власт је умешана у насилне смрти ликова. Али, власт се увек позива на неке више циљеве. Абидага се позива на Бога и наредбе великог везира, на огласима који су качени на капији владар додаје да је тако закључено на Већу народа. Трагична судбина младог војника Федуна се огледа у чињеници да је наишао на гнев угрожене власти.
Постоје и границе које човек сам себи поставља. То су моралне и културне норме, различити облици и навике. У животу човек овакве границе стално сам себи поставља. Жртве тих норми у роману су Фата и Шемсибег. Шемсибег јер није могао да се прилагоди новим временима, а Фата је била жртва унутрашњег сукоба између сопствених жеља и осећаја дужности и послушности према оцу чије је решење она видела само у сопственој смрти.
Моћ је код Андрића покушај човековог насиља над судбином, које завршава насиљем над самим собом. Моћ одваја човека од света и себе тако што му обећава већу слободу. Да би дошао до моћи човек долази до искушења, увек се коцка са оним што има и што му је дато. Овај облик Андрић описује у пороку Милана Гласинчанина, који је, као и већина моћника, странац у касаби. Коцкарска страст је као нека опсена која мами својом непознатом, надземаљском лепотом. Милан губи, али игра све док не изгуби и душу. Исти случај је и са Абидагиним помоћником Пљевљаком. Пљевљак је на моћништво присиљен, јер му она не припада, ни не осећа никакво искушење према њој. Када је пронашао кривца и видео шта га је чекало, он је као опијен моћи, био пресрећан што је жив, толико да у лудилу губи душу. Мехмед-паша такође има судбину моћника. Али, у тренутку када му се нож зарије у груди нестаје сва моћ која је око њега кружила.
Велико цивилизацијско искушење моћи представља аустријско доба. Аустријанци мењају целокупан облик касабе, мислећи да имају пуну моћ над целом Босном. Ово искушење се завршава ратом. Лотика је такође пала у искушење моћи – новац јој је постао опсесија. Она га чува, и свима помаже када је потребно, како рођацима тако и касаблијама.
Следећи облик моћи је човеково уздизање над животом, који преко смрти води у слободу. То је моћ жртве, коју Андрић представља као једини облик људске моћи, који води ка духовном узвисивању по цену личног страдања и пропасти. Радисав се коцка са својим животом да би спречио оно што се дешавало. У његовом страдању се јавља јединствен облик духовне моћи. Његова патња и страдање се уздижу изнад њега стварајући му херојски ореол мученика који добија тек касније, преко народа.
Мрки зид је граница коју човек не може да пређе. У претходно наведеним видовима Андрић нам открива човеково искушење моћи, којим човек покушава да насилним путем дође до што веће слободе. Као што је речено, сваки облик слободе се плаћа већом или мањом жртвом.
Својом визијом живота Андрић је обухватио и видове човековог постојања који долазе из његовог „утопијског сна“. Облици слободе се појављују у човековој машти, без воље за моћи или кршења природних закона, а за Андрића машта је једини природно дат простор у којој човек има безграничну слободу где може да обликује свет по својој вољи. Слободу маште код Ћоркана док корача оградом моста Андрић приказује као слободу игре, која човеку даје снагу. Исто тако, са слободом маште се срећемо у дискусијама младих генерација на мосту. Другачији облик су приче из маште – легенде. Али, овај облик слободе није вечан, јер се пре или касније мора суочити са стварношћу. Неке приче нису легенде, али се уобличавају маштом тако што током причања касаблије себи дају слободу да у њих додају неке елементе које ће их мало одвојити од стварности и тешке истине која их је затекла. Легенде и приче се граде као што се граде мостови. Слобода маште прераста у градитељску слободу.

## Композиција и структура дела
Овај роман – хроника се састоји од двадесет четири поглавља. Првих осам обухвата доба турске владавине. Друга епоха је описана од деветог до шеснаестог поглавља, анексиона криза и балкански ратови су описани у наредна четири - од седамнаестог до двадесетог поглавља - док је за последње странице оставио последња четири поглавља.
У првом поглављу описан је складно обликован мост од камена испод којег протиче зелена и пенушава река Дрина. Касаба коју је овај мост делио, Вишеград, живела је од моста и расла из њега као из свог неуништивог корена. У другом поглављу је приказана визија моста, да би у трећем поглављу отпочела његова изградња. Изградња моста која траје пет година, смештена је у два поглавља. У петој глави се описује мост, грађевина од камена која симболизује непроменљивост, постојаност и чврстина, који има симболичну функцију - да спаја оно што је раздвојено и премошћава оно што је непремостиво. Мост који полако урања у живот касабе и њених житеља на веома специфичан начин везује се не само за појединца, већ за породице и њихове генерације. Шесто поглавље обележава Карађорђева буна, 1804. година, када на мосту постављају чардак. Осма глава садржи причу о Фати Авдагиној. Са деветим поглављем долазе нова времена., Седамдесетак година после Карађорђеве буне, 1876. године, избија нови рат. Године 1878. Турци полако напуштају касабу, да би на њихово место дошла нова власт. Свечан и званичан улазак аустријских трупа је описан у десетој глави, у којој није било великих жртава осим страдања Алихоџе. Доласком нове власти касабу насељава прво војска, после странци који доносе новине. Живот на капији је био живљи, шаренији и веселији (једанаесто и дванаесто поглавље). Четири године од окупације у Босни почела је регрутација, којој се становници упорно противе и скривају се. На мосту се поново појавила војска. У последњој четвртини XIX века, у четрнаестом и петнаестом поглављу, следи ретко и кратко затишје, када се отвара хотел и писац описује Ћоркана и његове несрећне љубави. Двадесетак година од окупације, када нараштаји улазе у пунолетство, на капији моста закачен је оглас који је носио црну пругу, о атентату царице Јелисавете. У шеснаестој глави је описан почетак XX века, када са грађењем железничке пруге опада важност моста. Мост није оно што је некада био – веза између Истока и Запада. Следеће поглавље носи промену на престолу и режима у Турској 1903. године. Дошла је и 1908. година, а са њом и велико узнемирење и затегнутост, јер је наведене године била „анексиона криза“. У осамнаестом поглављу писац стиже до 1912, односно 1913. године – Балканских ратова. Мост се „на месечини јулских ноћи беласао, чист, млад и непроменљив, а савршено леп и јак, јачи од свега што време може да донесе и људи да смисле и учине“. На њему се окупљају младе генерације, Андрићева генерација. Година 1914. смештена је у четири поглавља, када мост остаје без седмог стуба. То је и последња година хронике.

## Општи осврт на мишљења о књижевно-уметничкој вредности дела
Као главни лик за свој роман Андрић је узео мост. Њега је вероватно ова грађевина веома заинтересовала. У својој младости он је често виђао овај мост, прелазио преко њега, седео на његовој капији. Ипак није само у овом роману спомињан мост, већ се он спомиње и у више Андрићевих приповедака. Дакле, није Андрића привукла лепота вишеградског моста, него сам мост - чврст, велики, камени мост, скупоцена грађевина јединствене лепоте.
Кроз четири века Андрић нам указује како се времена брзо мењају, како се увек нешто старо замењује новим, долазе нове генерације. Само једна ствар се није изменила: то је био мост који је стајао на истом месту, без икакве промене док су се око њега смењивале генерације касаблија и странаца, пролазиле године. На крају сваке главе се јавља мост који говори да му не смета пролазност, да је он још увек ту и да ће још дуго тамо стајати, онакав какав је одувек био.
А мост је и даље стајао, онакав какав је одувек био, са својом вечитом младошћу савршене замисли и добрих и великих људских дела која не знају шта је старење ни промена и која, бар тако изгледа, на деле судбину пролазних ствари овога света.

## Преводи
Књига је 2018. године објављена у преводу на есперанто. На објављивање овог превода се чекало 55 година.